# Kočí
Pour les articles homonymes, voir Koci.
Ne doit pas être confondu avec Koći.
Kočí (en allemand : Kotschi) est une commune du district de Chrudim, dans la région de Pardubice, en République tchèque. Sa population s'élevait à 694 habitants en 2022.

## Géographie
Kočí se trouve à 5 km à l'est du centre de Chrudim, à 12 km au sud-est de Pardubice et à 103 km à l'est de Prague.
La commune est limitée par Chrudim au sud-ouest, à l'ouest et au nord, par Vejvanovice au nord, par Dolní Bezděkov et Nabočany à l'est, et par Honbice et Orel à l'ouest.

## Histoire
La première mention écrite de la localité date de 1399.

## Galerie

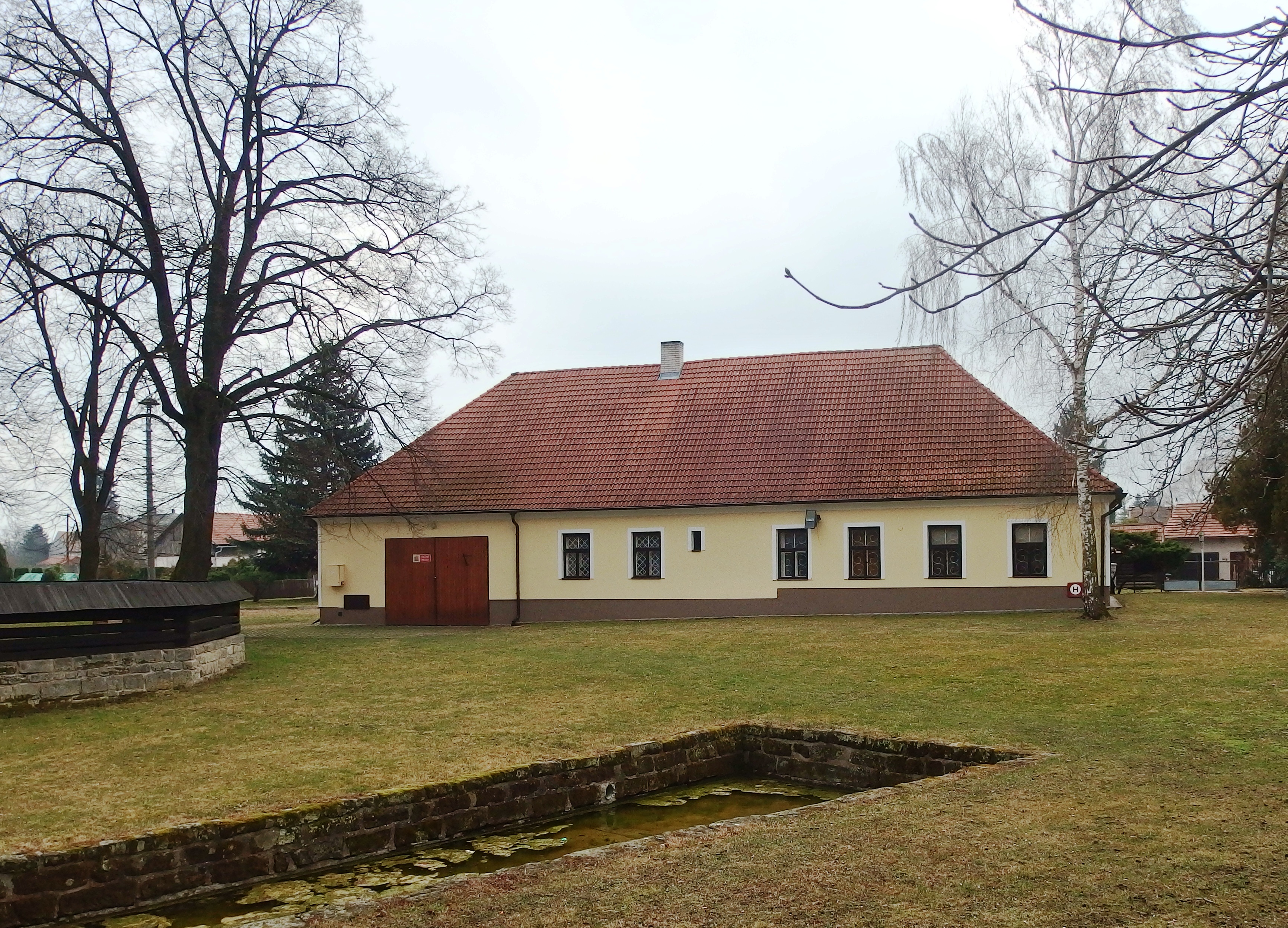
Kočí: la mairie.
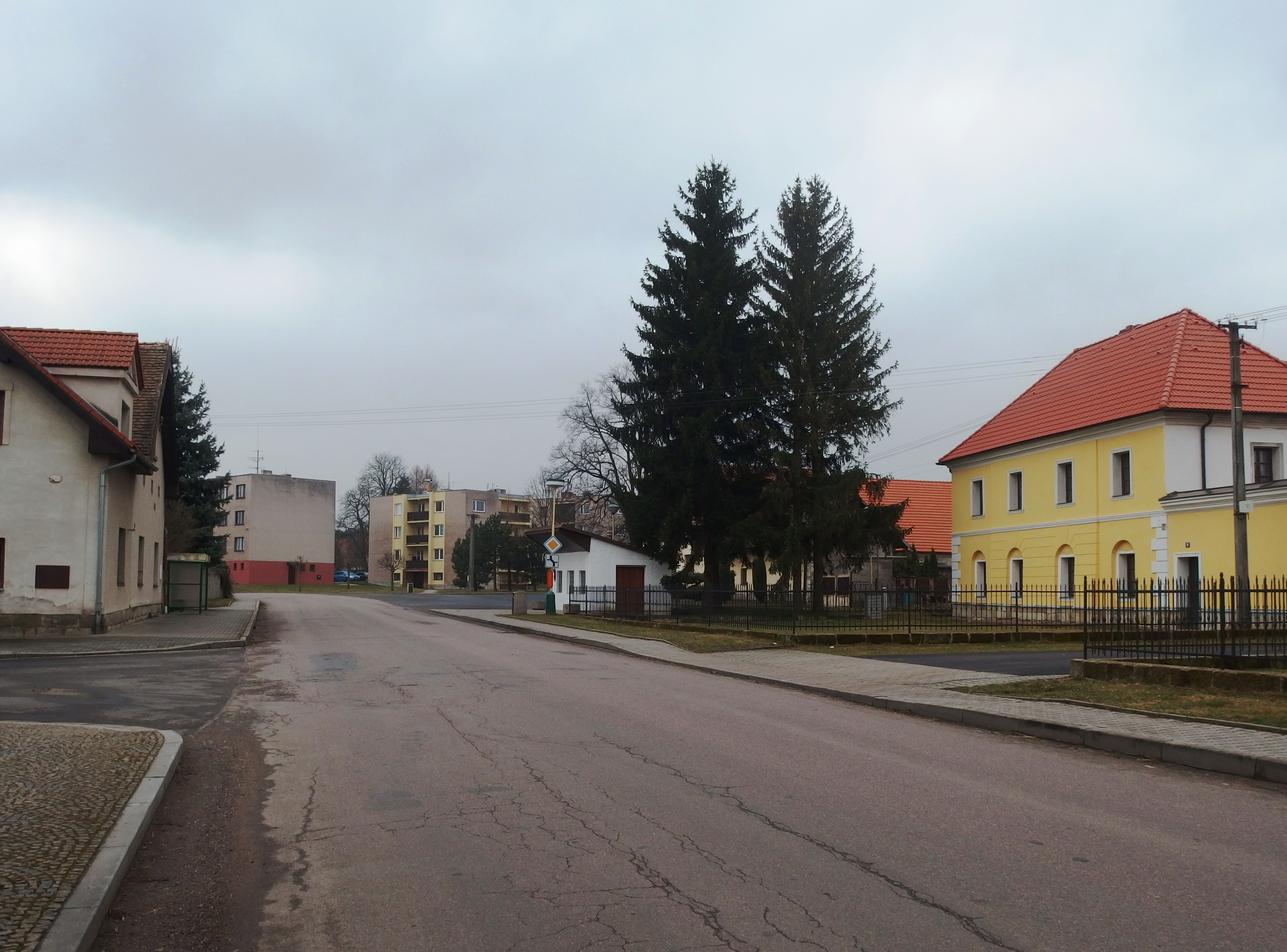
Kočí : rue principale.

## Transports
Par la route, Kočí se trouve à 5 km de Chrudim, à 14 km de Pardubice et à 127 km de Prague. 